# عامر مهدي صالح الخشالي
عامر مهدي صالح الخشالي هو سياسي عراقي راحل.
كان ناشطا في الحرس القومي عندما وصل حزب البعث العربي الاشتراكي إلى السلطة سنة 1963 بعد ثورة 8 شباط.
شغل منصب محافظ البصرة لفترة عامي 1975-1976.
شغل منصب وزير الزراعة والإصلاح الزراعي للفترة من 16 تموز 1979 إلى 27 تموز 1982.
كما شغل منصب كان مندوب العراق في منظمة الأغذية والزراعة.
هاجر إلى نيوزيلندا بعد عام 2003 لكنه أبعد سنة 2005 بعد التعرف عليه.
توفي في مدينة عمان في يوم الثلاثاء 25 آب 2015.